# Gymnocanthus
Gymnocanthus is een geslacht van straalvinnige vissen uit de familie van donderpadden (Cottidae). Het geslacht is voor het eerst wetenschappelijk beschreven in 1839 door Swainson.

## Soorten
De volgende soorten zijn bij het geslacht ingedeeld:
- Gymnocanthus detrisus Gilbert & Burke, 1912
- Gymnocanthus galeatus Bean, 1881
- Gymnocanthus herzensteini Jordan & Starks, 1904
- Gymnocanthus intermedius (Temminck & Schlegel, 1843)
- Gymnocanthus pistilliger (Pallas, 1814)
- Gymnocanthus tricuspis (Reinhardt, 1830)
- Gymnocanthus vandesandei Poll, 1949